# Blankenfelde-Mahlow
Blankenfelde-Mahlow é um município da Alemanha, situado no distrito de Teltow-Fläming, no estado de Brandemburgo. Tem 54,89 km² de área, e sua população em 2019 foi estimada em 27.939 habitantes.